# Sinocyclocheilus anatirostris
Espèce
Statut de conservation UICN

 VU  : Vulnérable
Sinocyclocheilus anatirostris est une espèce de poissons d'eau douce cypriniformes de la famille des Cyprinidae et endémique du Guangxi, en Chine.

## Répartition et habitat
L'espèce est concentrée dans le réseau fluvial souterrain des grottes du xian de Leye et du xian de Lingyun, dans la région autonome du Guangxi. Il habite les eaux moyennes des fonds de rivières souterraines d'eau douce et son mode de vie et alimentation sont inconnues.

## Description
Sinocyclocheilus anatirostris peut mesurer jusqu'à 129 mm, queue non comprise. Son corps est blanc laiteux avec une légère teinte rose, sans marques. Il est allongé et aplati, et présente une tête plate en forme de bec de canard. S'agissant d'une espèce cavernicole, ses yeux sont atrophiés. Sa bouche, en forme de bec, est garnie de deux paires de barbillons. Son corps mou est démuni d'écailles avec une ligne latérale bien marquée. Ses nageoires à la jonction de la tête et du dos dépassent vers l'avant. Sa nageoire dorsale présente onze rayons et sa nageoire anale huit. Sa nageoire caudale est fourchue et ses nageoires pectorales remontent jusqu'au début de ses nageoires pelviennes.

## Noms vernaculaires
Communément appelé en chinois 鸭嘴金线鲃 / pinyin : Yāzuǐ jīnxiàn bā / litt. « barbillon ligne dorée à bec de canard », il est aussi appelé « 鸭嘴金线魮 », faisant référence à sa forme similaire à celle d'une anguille.
En anglais, cette espèce porte le nom vernaculaire de Cave dragon (dragon des grottes).

## Déclin et conservation
Depuis 1996, l'espèce figure sur la liste rouge de l'UICN en statut vulnérable. Cela est principalement dû à la dégradation de son habitat et la pêche commerciale.

## Systématique
Le nom valide complet (avec auteur) de ce taxon est Sinocyclocheilus anatirostris Lin & Luo, 1986.
Sinocyclocheilus anatirostris a pour synonymes :
- Sinocyclocheilus albeoguttatus Zhou & Li, 1998
- Sinocyclocheilus guangxiensis Zhou & Li, 1998

## Étymologie
Son épithète spécifique, anatirostris, du latin anatinus, « de canard », et rostris, « museau », fait référence à sa bouche en forme de bec de canard.

## Publication originale
- (zh) R.D. Lin et Z.F. Luo, « [A new blind barbid fish (Pisces, Cyprinidae) from subterranean water in Guangxi, China] », Acta Hydrobiologica Sinica, république populaire de Chine, vol. 10, no 4,‎ décembre 1986, p. 380-382 (ISSN 1000-3207).